# Matthias Kern (Musiker)
Matthias Kern (* 31. Mai 1928 in Neuendettelsau; † 30. August 2014 in Langenhagen) war ein deutscher Organist, Dirigent und Komponist.

## Leben
Kern wurde im mittelfränkischen Neuendettelsau geboren. Er studierte von 1949 bis 1955 Kirchenmusik und Komposition an der Folkwangschule in Essen, u. a. neben Gisbert Schneider, Wolfgang Hufschmidt und Herbert Callhoff bei Siegfried Reda. Ab 1954 wurde er Kirchenmusiker in Essen, später in Duisburg und 1958–65 Kantor der Felsenkirche in Idar-Oberstein, dort war er u. a. Leiter der Chorgemeinschaft an der Nahe mit vom Rundfunk begleiteter Konzerttätigkeit in Deutschland und Schweden. Seit 1965 übernahm er eine Tätigkeit als Kantor in Hannover an der Herrenhäuser Kirche, gründete die biennalen Herrenhäuser Kirchenmusiktage (mit vornehmlich zeitgenössischer Kirchenmusik) und leitete die Kantoreigemeinschaft Hannover, mit der er Konzerte in Deutschland, Schweden und den Niederlanden gab. 1982 gründete Kern außerdem das Kammerorchester Herrenhausen, das unter seiner Leitung die Kantoreigemeinschaft begleitete. 
1979–87 war er Dozent an der Westfälischen Landeskirchenmusikschule Herford, danach arbeitete er freischaffend weiter. 
Seit 1969 führte er ausgedehnte Konzert- und Vortragsreisen in Europa und den USA als Komponist, Organist und Chorleiter durch. Gastvorlesungen hatte er an der Yale University, am Union Theological Seminary in the City of New York u. a. Universitäten des Staates New York. Er wurde zum Composer in Residence am Carthage College, Wisconsin und dort 1983 zum Ehrendoktor der Musik ernannt. 
1988 bekam er eine Eintragung ins Goldene Buch der Stadt Langenhagen. 
Sein Œuvre umfasst Werke für Orchester, Ballett, Orgel, Chor a cappella, Oratorien, instrumentale und vokale Kammermusik. 
Einspielungen seiner Kompositionen sind bei deutschen und europäischen Sendern erschienen.
Matthias Kern übergab einen Teil seines kompositorischen Werkes mit Schrifttum im September 2008 der Gottfried Wilhelm Leibniz Bibliothek – Niedersächsischen Landesbibliothek in Hannover zur Archivierung.
Weitere Kompositionen von Matthias Kern befinden sich auch im Archiv der Stadt Langenhagen und in der Bibliothek der Folkwang Universität der Künste in Essen-Werden.

## Werke (Auswahl)
- Den die Hirten lobeten sehre, Quempas-Musik, für einstimmigen Kinderchor, dreistimmigen gemischten Chor, Orgel und andere Instrumente.
- Festmusik, für Saxophon oder Trompete und Orgel oder Klavier mit Bassinstrumenten oder für zwei Klaviere
- Nun preiset alle Gottes Barmherzigkeit, für 4-stimmigen gemischten Chor
- "dem alle Stunden gehören", Solokonzert nach Lyrik von Rudolf Bohren für mittlere Stimme und Orgel
- B-A-C-H, Imaginationen eines Großen Namen für Orgel
- Gleichnis vom Pharisäer und vom Zöllner, für 4-stimmigen Chor
- Gleichnis vom Kornbauer, für 4-stimmigen Chor